# Бар (музична форма)
Бар, бар-форма (від нім. die Barform чи der Bar) — музично-поетична форма, у якій створювалися пісні мейстерзангу. Була започаткована в XX столітті в Німеччині та переважно використовувалась у лютеранському хоралі.

## Оригінальне використання
Даний термін походить від строгої термінології гільдій Мейстерзангу XV—XVIII століття та використовувався для позначення як своїх пісень, так і пісень своїх попередників, мінезангерів XII—XIV століття. Слово bar, швидше за все, скорочений варіант від barat, що означає майстерний випад у фехтуванні.
Форма AAB описує кожну строфу в мейстерзангському барі, що поділяється на дві структурно ідентичні та пов'язані римуванням частини, які називаються нім. Stollen (A), де перша підстрофа називається нім. Aufgesang, а друга нім. Abgesang. Таким чином музична форма має два повторення однієї й тієї ж мелодії (Stollen — «stanzas»), за якою йде інша мелодія (Abgesang — «aftersong»). Одну з таких мелодій ілюструє Ганс Фольц:
Зверніть увагу, що розділ B не обов'язково має таку ж довжину, як і кожен розділ A. Розділ B також може включати частини розділу A: у наведеному вище прикладі, останні 14 нот розділу B повторюють 14 нот кожного розділу A.

## Сучасне використання
Композитор Ріхард Вагнер в III акті опери «Нюрнберзькі мейстерзінгери», використовував неправильно слово бар як відсилання до строфи призової пісні та ґрунтувалося на його неправильному розумінні нерозуміння Вагензейля. Крім того, відомий баховський біограф Спітт у своїй монументальній біографії 1873—1880 років, підкреслює роль лютеранських хоралів, які майже усі в формі AAB, у тому, що вважає їх найбільш зрілими баховськими кантатами. Композитор Йоганнес Брамс стверджував, що форма хоралу ААВ «Jesu, meine Freude» створює крупніші формальні структури баховського мотету з однойменною назвою. Подальша популярність і дослідження використання строфи ААВ у роботах Баха й Вагнера призвело до широкого застосування терміна бар-форма для будь-якої пісні або крупнішої музичної форми, що може бути раціоналізована із трьох частин форми AAB з повторенням першої частини.
Такі AAB-форми можуть бути відшукані в роботах, починаючи від Лютеранських хоралів до «The Star-Spangled Banner» та пісень Шуберта, Шумана і Брамса. Барток почав використовувати бар-форму в XX столітті, і більшість блюзів слідує за шаблоном А1А2B.